# Олигосахариды
Олигосахариды (от греч. ὀλίγος — немногий) — углеводы, содержащие от 2 до 10 моносахаридных остатков.
Олигосахариды, состоящие из одинаковых моносахаридных остатков, называют гомоолигосахаридами (софороза  и др.), а из разных — гетероолигосахаридами (сахароза и др.).
Наиболее распространёнными из олигосахаридов являются дисахариды и трисахариды. По химической природе дисахариды — это
О-гликозиды (ацетали), в которых вторая молекула моносахарида выполняет роль агликона. В зависимости от строения дисахариды делятся на две группы: восстанавливающие и невосстанавливающие.

## Классификация олигосахаридов
Строгая номенклатура олигосахаридов весьма громоздка. Название олигосахарида образуется по типу О-замещенных производных моносахаридов, исходя из названия восстанавливающего звена с указанием всех имеющихся заместителей; для невосстанавливающих олигосахаридов номенклатура аналогична номенклатуре гликозидов. В названиях линейных олигосахаридов часто применяется последовательное перечисление моносахаридных остатков с указанием типа связи между ними.
1. Дисахариды (диозы) С12H22O11
| Структурная формула          | Тривиальное название            | Систематическое название |
| ---------------------------- | ------------------------------- | --- |
| Глюкопиранозил-глюкопиранозы |                                 | |
|                              | Трегалоза (микоза)              | 1-О-α-D-глюкопиранозил-D-глюкоза α-D-глюкопиранозил-(1,1)-α-D-глюкопираноза (α,α-трегалоза) (2R,3S,4S,5R,6R)-2-(Гидроксиметил)-6-[(2R,3R,4S,5S,6R)-3,4,5-тригидрокси-6-(гидроксиметил)оксан-2-ил]оксиоксан-3,4,5-триол α-D-глюкопиранозил-(1,1)-β-D-глюкопираноза (α,β-трегалоза, неотрегалоза) β-D-глюкопиранозил-(1,1)-β-D-глюкопираноза (β,β-трегалоза, изотрегалоза) |
|                              | Софороза                        | 2-О-β-D-глюкопиранозил-D-глюкоза β-D-глюкопиранозил-(1,2)-α-D-глюкопираноза (α-софороза) (2S,3R,4S,5S,6R)-2-(гидроксиметил)-6-[(2S,3R,4S,5S,6R)-2,4,5-тригидрокси-6-(гидроксиметил)оксан-3-ил]оксиоксан-3,4,5-триол β-D-глюкопиранозил-(1,2)-β-D-глюкопираноза (β-софороза)                                                                                              |
|                              | Нигероза (сейкбиоза)            | 3-O-α-(D)-глюкопиранозил-(D)-глюкоза, O-α-D-глюкопиранозил-(1,3)-D-глюкопираноза (2-(R,3S,4S,5R,6R)-)-2-(гидроксиметил)-6-[(3-(R,4S,5R,6R)-)-2,3,5-тригидрокси-6-(гидроксиметил)оксан-4-ил]оксиоксан-3,4,5-триол |
|                              | Мальтоза (мальтобиоза)          | α-D-глюкопиранозил-(1,4)-α-D-глюкопираноза 4-O-α-D-глюкопиранозил-D-глюкоза (α-мальтоза) α-D-глюкопиранозил-(1-4)-β-D-глюкопираноза 4-O-β-D-глюкопиранозил-D-глюкоза (β-мальтоза) |
|                              | Целлобиоза (Целлоза)            | 4-О-β-D-глюкопиранозил-D-глюкоза β-D-глюкопиранозил-(1,4)-α-D-глюкопираноза (α-целлобиоза) β-D-глюкопиранозил-(1,4)-β-D-глюкопираноза (β-целлобиоза) |
|                              | Изомальтоза (изомальтобиоза)    | α-D-глюкопиранозил-(1,6)-α-D-глюкопираноза |
|                              | Генциобиоза (амигдалоза)        | β-D-глюкопиранозил-(1,6)-α-D-глюкопираноза (α-генциобиоза) β-D-глюкопиранозил-(1,6)-β-D-глюкопираноза (β-генциобиоза) |
|                              | Трегалулоза                     | α-D-глюкопиранозил-(1,1)-D-фруктоза (3S,4R,5R)-3,4,5,6-тетрагидрокси-1-[(2S,3R,4S,5S, 6R)-3,4,5-тригидрокси-6-(гидроксиметил)оксан-2-ил]оксигексан-2-он |
|                              | Сахароза (сукроза)              | α-D-глюкопиранозил-(1,2)-β-D-фруктофураноза (2R,3R,4S,5S,6R)-2-[(2S,3S,4S,5R)-3,4-дигидрокси-2,5-бис(гидроксиметил)оксолан-2-ил]окси-6-(гидроксиметил)оксан-3,4,5-триол |
|                              | Тураноза                        | α-D-глюкопиранозил-(1,3)-D-фруктоза (3S,4R,5R)-1,2,4,5-тетрагидрокси-3-[(2R,3R,4S,5S,6R)-3,4,5-тригидрокси-6-(гидроксиметил)оксан-2-ил]оксигексан-2-он |
|                              | Мальтулоза                      | α-D-глюкопиранозил-(1,4)-D-фруктоза (3S,4R,5R)-1,3,5,6-тетрагидрокси-4-[(2R,3R,4S,5S,6R)- 3,4,5-тригидрокси-6-(гидроксиметил)оксан-2-ил]оксигексан-2-он |
|                              | Люкроза                         | α-D-глюкопиранозил-(1,5)-D-фруктоза (3S,4R,5R)-1,3,4,6-тетрагидрокси-5-[(2R,3R,4S,5S,6R)-3,4,5-тригидрокси-6-(гидроксиметил)оксан-2-ил]оксигексан-2-он |
|                              | Изомальтулоза (палатиноза)      | α-D-глюкопиранозил-(1,6)-D-фруктоза (3S,4R,5R)-1,3,4,5-тетрагидрокси-6-[(2R,3R,4S,5S,6R)-3,4,5-тригидрокси-6-(гидроксиметил)оксан-2-ил]оксигексан-2-он |
|                              | Койибиоза                       | α-D-глюкопиранозил-(1,2)-D-глюкоза (2R,3S,4R,5R)-3,4,5,6-тетрагидрокси-2-[(2R,3R,4S,5S,6R)-3,4,5-тригидрокси-6-(гидроксиметил)оксан-2-ил]оксигексаналь |
|                              | Ламинарибиоза                   | β-D-глюкопиранозил-(1,3)-D-глюкоза, (2R,3S,4R,5R)-2,4,5,6-тетрагидрокси-3-{[(2S,3R,4S,5S,6R)-3,4,5-тригидрокси-6-(гидроксиметил)-оксан-2-ил] окси}гексаналь |
|                              | Генциобиуоза                    | 6-O-β-D-глюкопиранозил-D-фруктоза |
|                              | Эпигенциобиоза                  | 6-O-β-D-глюкопиранозил- D-манноза, 6-(/3-D-глюкопиранозил)-о-D-манноза (а-эпигенциобиоза) |
|                              | Лактоза (лактобиоза,таблеттоза) | 4-О-β-D-галактопиранозил-D-глюкоза, β-D-галактопиранозил-(1,4)-α-D-глюкопираноза (α-лактоза) β-D-галактопиранозил-(1,4)-β-D-глюкопираноза (β-лактоза) |
|                              | Аллолактоза                     | β-D-галактопиранозил-(1,6)-β-D-глюкопираноза |
|                              | Мелибиоза                       | α-Мелибиоза, 6-O-α-D-галактопиранозил-α-D-глюкопираноза, α-D-галактопиранозил-(1,6)-α-D-глюкопираноза β-Мелибиоза, 6-O-α-D-галактопиранозил-β-D-глюкопираноза, α-D-галактопиранозил-(1,6)-β-D-глюкопираноза |
|                              | Мелибиулоза                     | 6-O-α-D-галактопиранозил-D-фруктоза |
|                              | 2α-Маннобиоза                   | α-D-маннопиранозил-(1,2)-α-D-маннопираноза, 2-O-α-D-маннопиранозил-D-манноза |
|                              | 3α-Маннобиоза                   | α-D-маннопиранозил-(1,3)-α-D-маннопираноза, 3-O-α-D-маннопиранозил-D-манноза |
|                              | Инулобиоза                      | β-D-фруктофуранозил-(2,1)-β-D-фруктофураноза |
|                              | Леванбиоза                      | β-D-фруктофуранозил-(2,6)-β-D-фруктофураноза |
|                              | Лактулоза                       | β-D-галактопиранозил-(1,4)-β-D-фруктофураноза (2S,3R,4S,5R,6R)-2-[(2R,3S,4S,5R)-4,5-дигидрокси-2,5-бис(гидроксиметил)оксолан-3-ил]окси-6-(гидроксиметил)оксан-3,4,5-триол |
|                              | Мелибиуоза                      | α-D-галактопиранозил-(1,6)-D-фруктоза |
|                              | Вицианоза                       | α-D-арабинопиранозил-(1,6)-D-глюкопираноза |
|                              | Самбубиоза                      | α-D-ксилофуранозил-(1,2)-β-D-глюкопираноза |
|                              | Робиноза (робинобиоза)          | α-D-рамнопиранозил-(1,6)-β-D-галактопираноза |
|                              | Рутиноза                        | α-L-рамнопиранозил-(1,6)-β-D-глюкопираноза |
|                              | Рутинулоза                      | α-L-рамнопиранозил-(1,6)-β-D-фруктофураноза |
|                              | Неогесперидоза                  | α-L-рамнопиранозил-(1,2)-β-D-глюкопираноза |
|                              | Галактобиоза                    | 6-O-α-D-галактопиранозил- D-галактоза |

2. Трисахариды (триозы) С18H32O16
| Структурная формула | Тривиальное название                                              | Систематическое название |
| ------------------- | ----------------------------------------------------------------- | --- |
|                     | Рафиноза (раффиноза, 6G-α-D-галактозилсахароза)                   | α-D-галактопиранозил-(1,6)-α-D-глюкопиранозил-(1,2)-β-D-фруктофураноза (2R,3R,4S,5S,6R)-2-[(2S,3S,4S,5R)-3,4-дигидрокси-2,5-бис(гидроксиметил)оксолан-2-ил]окси-6-[ [(2S,3R,4S,5R,6R)-3,4,5-тригидрокси-6-(гидроксиметил)оксан-2-ил]оксиметил] оксан-3,4,5-триол            |
|                     | Мелицитоза                                                        | α-D-глюкопиранозил-(1,3)-β-D-фруктофуранозил-(2,1)-α-D-глюкопираноза |
|                     | Мальтотриоза                                                      | α-D-глюкопиранозил-(1,4)-α-D-глюкопиранозил-(1,4)-α-D-глюкопираноза |
|                     | Изомальтотриоза                                                   | α-D-глюкопиранозил-(1,6)-α-D-глюкопиранозил-(1,6)-α-D-глюкопираноза |
|                     | Генцианоза                                                        | β-D-глюкопиранозил-(1,6)-α-D-глюкопиранозил-(1,2)-β-D-фруктофуранозид |
|                     | Солатриоза                                                        | α-L-рамнопиранозил-(1,2)-[β-D-глюкопиранозил-(1,3)]-D-галактоза |
|                     | Целлотриоза                                                       | β-D-глюкопиранозил-(1,4)-β-D-глюкопиранозил-(1,4)-D-глюкопираноза |
|                     | Эрлоза (гликозилсахароза, 4G-α-D-глюкопиранозилсахароза)          | α-D-глюкопиранозил-(1,4)-α-D-глюкопиранозил-(1,2)-β-D-фруктофураноза |
|                     | Паноза                                                            | α-D-глюкопиранозил-(1,6)-α-D-глюкопиранозил-(1,4)-α-D-глюкопираноза |
|                     | Изопаноза                                                         | α-D-глюкопиранозил-(1,4)-α-D-глюкопиранозил-(1,6)-α-D-глюкопираноза |
|                     | Нигеротриоза                                                      | α-D-глюкопиранозил-(1,3)-α-D-глюкопиранозил-(1,3)-α-D-глюкопираноза |
|                     | 1-Кестоза (1F-β-D-фруктозилсахароза, 1F-кестотриоза, изокестоза)) | β-D-фруктофуранозил-(2,1)-β-D-фруктофуранозил-(1,2)-α-D-глюкопираноза (2R,3R,4S,5S,6R)-2-[(2S,3S,4S,5R)-2-[[(2R,3S,4S,5R)-3,4-дигидрокси-2,5-бис(гидроксиметил)оксолан-2-ил]оксиметил]-3,4-дигидрокси-5-(гидроксиметил)оксолан-2-ил]окси-6-(гидроксиметил)оксан-3,4,5-триол |
|                     | 6-Кестоза (6F-β-D-фруктозилсахароза, 6F-кестотриоза)              | β-D-фруктофуранозил-(2,6)-β-D-фруктофуранозил-(1,2)-α-D-глюкопираноза |
|                     | Неокестоза (6G-β-D-фруктозилсахароза, 6G-кестотриоза)             | 1.6-бис(β-D-фруктофуранозил)-α-D-глюкопираноза |
|                     | Инулотриоза (фруктотриоза)                                        | β-D-фруктофуранозил-(2,1)-β-D-фруктофуранозил-(2.1)-β-D-фруктофураноза |
|                     | 2-фукозиллактоза                                                  | α-L-фукопиранозил-(1,2)-β-D-галактопиранозил-(1.4)-D-глюкопираноза |
|                     | 3-фукозиллактоза                                                  | α-L-фукопиранозил-(1,3)-[β-D-галактопиранозил-(1.4)]-D-глюкопираноза |
|                     | Маннотриоза                                                       | α-D-маннопиранозил-(1,4)-α-D-маннопиранозил-(1,4)-α-D-маннопираноза |
|                     | Маннинотриоза                                                     | O-α-D-галактопиранозил-(1,6)-O-α-D-галактопиранозил-(1,6)-D-глюкоза |
|                     | Декстрантриоза                                                    | α-D-глюкопиранозил-(1,6)-α-D-глюкопиранозил-(1,6)-глюкоза |
|                     | Левантриоза                                                       | β-D-фруктофуранозил-(2,6)-β-D-фруктофуранозил-(2,6)-β-D-фруктофураноза |
|                     | Инулотриоза                                                       | β-D-фруктофуранозил-(2,1)-β-D-фруктофуранозил-(2,1)-β-D-фруктофураноза |
|                     | Теандероза                                                        | α-D-глюкопиранозил-(1,6)-α-D-глюкопиранозил-(1,2)-фруктоза |
|                     | D-Рамниноза                                                       | 6-O-[3-O-(α-L-рамнопиранозил)-α-L-рамнопиранозил]-D-галактоза |

3. Тетрасахариды (тетраозы) С24H42O21
| Структурная формула | Тривиальное название                            | Систематическое название                                                                           |
| ------------------- | ----------------------------------------------- | -------------------------------------------------------------------------------------------------- |
|                     | Стахиоза (маннеотетроза, дигалактозилсахароза)) | α-D-галактопиранозил-(1,6)-α-D-галактопиранозил-(1,6)-α-D-глюкопиранозил-(1,2)-β-D-фруктофуранозид |
|                     | Лихиоза                                         | α-D-галактопиранозил-(1,6)-α-D-глюкопиранозил-(1,2)-β-D-фруктофуранозил-(1,1)-α-D-галактопиранозид |
|                     | Изолихиоза                                      | α-D-галактопиранозил-(1,6)-α-D-глюкопиранозил-(1,2)-β-D-фруктофуранозил-(3,1)-α-D-галактопиранозид |
|                     | Сезамоза                                        | α-D-глюкопиранозил-(1,2)-β-D-фруктофуранозил-(6,1)-α-D-галактопиранозил-(6,1)-α-D-галактопиранозид |
|                     | Целлотетраоза                                   | β-D-глюкопиранозил-(1,4)-β-D-глюкопиранозил-(1,4)-β-D-глюкопиранозил-(1,4)-D-галактопираноза       |
|                     | Нистоза (1,1-кестотетраоза)                     | β-D-фруктофуранозил-(2,1)-β-D-фруктофуранозил-(2.1)-β-D-фруктофуранозил-(1,2)-α-D-глюкопираноза    |
|                     | Бифуркоза (1,6-кестотетраоза)                   | 1.6-бис-(β-D-фруктофуранозил)-β-D-фруктофуранозил-(2,1)-α-D-глюкопираноза                          |
|                     | Мальтотетраоза                                  | α-D-глюкопиранозил-(1,4)-α-D-глюкопиранозил-(1,4)-α-D-глюкопиранозил-(1,4)-α-D-глюкопираноза       |
|                     | Изомальтотетраоза                               | α-D-глюкопиранозил-(1,6)-α-D-глюкопиранозил-(1,6)-α-D-глюкопиранозил-(1,6)-α-D-глюкопираноза       |
|                     | Инулотетраоза (Фруктотетраоза)                  | β-D-фруктофуранозил-(2,1)-β-D-фруктофуранозил-(2,1)-β-D-фруктофуранозил-(2.1)-β-D-фруктофураноза   |
|                     | Левантетраоза                                   | β-D-фруктофуранозил-(2,6)-β-D-фруктофуранозил-(2,6)-β-D-фруктофуранозил-(2,6)-β-D-фруктофураноза   |

4. Пентасахариды (пентаозы) С30H52O26
| Структурная формула | Тривиальное название                  | Систематическое название |
| ------------------- | ------------------------------------- | --- |
|                     | 1,1,1-Кестопентоза (Фруктозилнистоза) | β-D-фруктофуранозил-(2,1)-β-D-фруктофуранозил-(2,1)-β-D-фруктофуранозил-(2,1)-β-D-фруктофуранозил-(1,2)-α-D-глюкопираноза    |
|                     | Мальтопентаоза                        | α-D-глюкопиранозил-(1,4)-α-D-глюкопиранозил-(1,4)-α-D-глюкопиранозил-(1,4)-α-D-глюкопиранозил-(1,4)-α-D-глюкопираноза        |
|                     | Целлопентаоза                         | β-D-глюкопиранозил-(1,4)-β-D-глюкопиранозил-(1,4)-β-D-глюкопиранозил-(1,4)-β-D-глюкопиранозил-(1,4)-D-галактопираноза        |
|                     | Вербаскоза (тригалактозилсахароза)    | α-D-галактопиранозил-(1,6)-α-D-галактопиранозил-(1,6)-α-D-галактопиранозил-(1,6)-α-D-глюкопиранозил-(1,2)-β-D-фруктофураноза |
|                     | Инулопентаоза (фруктопентаоза)        | β-D-фруктофуранозил-(2,1)-β-D-фруктофуранозил-(2,1)-β-D-фруктофуранозил-(2.1)-β-D-фруктофуранозил-(2.1)-β-D-фруктофураноза   |

5. Гексасахариды (гексаозы) С36H62O31
| Структурная формула | Тривиальное название | Систематическое название |
| ------------------- | -------------------- | --- |
|                     | Мальтогексаоза       | α-D-глюкопиранозил-(1,4)-α-D-глюкопиранозил-(1,4)-α-D-глюкопиранозил-(1,4)-α-D-глюкопиранозил-(1,4)-α-D-глюкопиранозил-(1,4)-α-D-глюкопираноза |
|                     | Целлогексаоза        | β-D-глюкопиранозил-(1,4)-β-D-глюкопиранозил-(1,4)-β-D-глюкопиранозил-(1,4)-β-D-глюкопиранозил-(1,4)-β-D-глюкопиранозил-(1,4)-D-галактопираноза |

6. Гептасахариды (гептаозы) С42H72O36
| Структурная формула | Тривиальное название | Систематическое название |
| ------------------- | -------------------- | --- |
|                     | Целлогептаоза        | β-D-глюкопиранозил-(1,4)-β-D-глюкопиранозил-(1,4)-β-D-глюкопиранозил-(1,4)-β-D-глюкопиранозил-(1,4)-β-D-глюкопиранозил-(1,4)-β-D-глюкопиранозил-(1,4)-D-галактопираноза |

## Классификация по составу
Фруктоолигосахариды ФОС, построены из остатков или включают D-фруктозу (кестоза,нистоза, бифуркоза, инулобиоза, инулотриоза, инулотетраоза)

Ксилоолигосахариды КОС, построены из остатков или включают D-ксилозу (ксилобиоза, ксилотриоза)

Галактоолигосахариды ГОС, построены из остатков или включают D-галактозу (лактоза)

Изомальтосахариды ИОС, построены из остатков или включают D-глюкозу (изоальтоза, паноза, изомальтотриоза, нигероза)

Манноолигосахариды МОС, построены из остатков или включают D-маннозу (маннобиоза, маннотриоза)

## Физические свойства
Многие олигосахариды — это твёрдые кристаллические вещества или некристаллизующиеся сиропы, белого цвета или бесцветные, хорошо растворимые в воде, мало растворимые в низших спиртах и практически нерастворимые в других обычных растворителях, за исключением диметилформамида, формамида и диметилсульфоксида. При повышенных температурах низшие олигосахариды растворимы в уксусной кислоте и пиридине. Некоторые высшие неразветвлённые регулярные олигосахариды типа целлодекстринов с трудом растворяются в воде, причём с ростом молекулярного веса их растворимость быстро падает. Многие олигосахариды имеют сладкий вкус.

## Нахождение в природе
В свободном состоянии олигосахариды наиболее широко представлены в растительном мире, где они, по-видимому, в первую очередь играют роль резервных углеводов. Характерными и наиболее распространёнными представителями растительных олигосахаридов являются олигосахариды группы сахарозы: мелицитоза, рафиноза, генцианоза, стахиоза и др.

## Применение
Некоторые олигосахариды, такие как сахароза, имеют огромное практическое значение и по масштабам ежегодного получения (свыше 100 млн тонн) занимают одно из первых мест среди индивидуальных органических соединений. В небольших количествах производятся лактоза и циклодекстрины, используемые в фармацевтической промышленности.